# François-Joseph Talma
François-Joseph Talma (15. ledna 1763, Paříž – 19. října 1826, Paříž) byl francouzský herec, největší divadelní interpret kontinentální Evropy konce 18. a začátku 19. století.
Jeho divadelní kariéra začíná v dubnu 1787 v Theatre Francais rolí Seida ve Votairově Mahometovi a o 2 roky později se stal spolumajitelem divadla. Později zakládá Theatre de la Republique, ve kterém slaví své největší úspěchy. Hostuje však též na venkovských scénách a též v Londýně a Belgii, což přispělo jeho proslulosti.
Pravdivost jeho vystoupení, přirozenost gest a pohybů a věrnost používaných historických kostýmů založily novou epochu dramatického umění Francie. Jeho nejdůležitěšjší role jsou mimo Seida Orest, Vendome, Hamlet, Karel IX. a Sulla. Patřil k oblíbencům Napoleona I. a často se zdržoval v jeho okolí. Napoleon využíval jeho umění i při reprezentativních příležitostech (1808 Erfurt, 1812 Drážďany). Roku 1812 byla prozrazena jeho milostná aféra s Napoleonovou sestrou Paulinou Borghese. Talmovou druhou ženou se stala roku 1802 nejznámější herečka tehdejší Francie Caroline Vanhove, která pak vystupovala pod jménem Caroline Talma. V roce 1825 vydává Talma Reflexions sur Lekain et sur l'art theatral. Dílo je dokladem jeho velkého rozhledu a hlubokých znalostí pronikajících až k samé podstatě hereckého umění. Jeho Memoires byly vydány Moreauem ( Paříž 1826) a poté Alexandrem Dumasem roku 1843-1850 ve 4 svazcích.
Jeho socha je jednou ze 146 soch umístěných na fasádě budovy Hôtel de ville de Paris.